# اچ‌ام‌اس بیسستر (ام۳۶)
اچ‌ام‌اس بیسستر (ام۳۶) (به انگلیسی: HMS Bicester (M36)) یک کشتی است که طول آن 60 m می‌باشد. این کشتی در سال ۱۹۸۵ ساخته شد.